# Narodni park Setonaikai
Narodni park Setonaikai (瀬戸内海国立公園, Setonaikai Kokuricu Kōen) je narodni park, ki obsega območja japonskega notranjega morja in deset mejnih prefektur. Leta 1934 je bil imenovan za narodni park, od takrat pa je bil večkrat razširjen. Vsebuje približno 3000 otokov, znanih kot otoki Setouči, vključno z znanim Icukušima. Ker je park sestavljen iz številnih območij, ki niso sosednja in pokriva majhen delež celotnega obsega celinskega morja, sta nadzor in zaščita problematična, saj je velik del širšega območja močno industrializiran.

## Zgodovina
Leta 1934, ko je bil park imenovan za prvi narodni park na Japonskem, je bilo območje veliko manjše od današnjega. Šestnajst let pozneje so ga razširili na skoraj enako velikost kot zdaj, da bi vključil druge znane kraje na tem območju. Je največji narodni park na Japonskem.
Leta 1996 je UNESCO svetišče Icukušima v prefekturi Hirošima registriral kot kulturno območje svetovne dediščine. Znan je kot eden izmed treh najbolj slikovitih krajev na Japonskem.
V 1960-ih in 1970-ih, ki so bila obdobje hitre gospodarske rasti na Japonskem, je industrializacija onesnažila okolje. Na primer, dela za zaščito brežin, onesnaženje izpustov iz kemičnih obratov in kmetijstvo so povzročili poslabšanje okolja. Te spremembe so vplivale na ekosistem in onesnaženje vode. Pred kratkim je bila voda izboljšana zaradi visoko zmogljivega odvajanja odplak.

## Podnebje
Okoli parka je skozi vse leto toplo vreme, zato se podnebje imenuje sredozemsko. Ker je območje lahko dostopno z javnim prevozom, so ljudje živeli na obali, da bi delali na zemlji in izkoriščali toploto. Mandarine in sladki krompir sta primera posebnih proizvodov na tem območju. V primerjavi s Sredozemskim morjem ima Notranje morje Seto v vodi več mineralov, zato je planktona veliko. Raznolikost bitij je ena izmed značilnosti v parku.

## Lokacija
V narodnem parku je veliko znamenitosti. Preliv Kanmon je ena izmed njih. Je med Honšujem in Kjušujem. Preliv premošča viseči most, imenovan Kanmonski most (関門橋, Kanmonkjō). Leta 1973, ko so ga odprli za javnost, je bil najdaljši most v Aziji  in med 50 največjimi visečimi mostovi na svetu z glavnim razponom 1068 m.
Vrtinci Naruto v prefekturi Tokušima so plimski vrtinci v prelivu Naruto, prelivu med Narutom in otokom Avadži v prefekturi Hjogo. Preliv je ena od povezav med Tihim oceanom in Notranjim morjem Seto, vodno telo, ki ločuje Honšu in Šikoku. Vrtinci, ena glavnih turističnih znamenitosti prefekture, nastanejo zaradi ozke širine (1,3 km) preliva in različne višine vodne gladine 1,5 m med celinskim in odprtim morjem, in 1,7 m visoko plimo in oseko. Zaradi ozkosti preliva voda dere skozi preliv Naruto s hitrostjo približno 13–15 km/h štirikrat na dan, dvakrat priteče in dvakrat izteče. Med spomladansko plimo lahko hitrost vode doseže 20 km/h, kar povzroči vrtince s premerom do 20 m.

## Lastnosti
Obstajajo objekti, kjer lahko ljudje doživijo in spoznavajo naravo v parku. Naravovarstveni center Mt. Rokko in Vodniška hiša Mt. Rokko v prefekturi Hjogo sta mesti, kjer lahko ljudje najdejo naravne primerke Mt. Rokko.
Poslovni center Wasuzan je v prefektura Okajama|prefekturi Okajama]]. Stoji na vrhu gore VWašuzan. Je blizu mostu Seto-Ohaši, ki je niz desetih mostov med prefekturama Okajama in Kagava. Skupna dolžina je 13,1 km. Iz središča lahko ljudje vidijo panoramo mostu in Notranjega morja. Možno je spoznati naravo okoli mostu in zgodovino Notranjega morja.

## Območja narave
- Otoki: Avadži (del), otoki Bōjo, Iešima, Mijadžima, Naošima, otoki Šivaku, Šōdošima, Tomogašima
- Gore: Rokkō, Maja, Noro
- Prelivi: Akaši, Hōjo, Kitan, Naruto, Kanmon
- Drugo: Naruto vrtinci[11]

## Kulturna dediščina
- Svetišča: svetišče Icukušima, Kotohira-gu, svetišče Mekari
- Templji: Futago-dži, Jašima-dži

## Pripadajoče občine
Park prečka meje 55 večjih in 14 manjših mest in eno vas:
- Ehime: Ikata, Imabari, Kamidžima, Macujama, Ōzu, Saidžō, Javatahama
- Fukuoka: Kitakjušu
- Hirošima: Etadžima, Fukujama, Hacukaiči, Higašihirošima, Hirošima, Kure, Mihare, Onomiči, Ōsakikamidžima, Ōtake, Saka, Takehara
- Hjōgo: Aioi, Akaši, Akō, Ašija, Avadži, Himedži, Kobe, Minamiavadži, Nišinomija, Sumoto, Takarazuka, Tacuno
- Kagava: Higašikagava, Kan'ondži, Kotohira, Manō, Marugame, Mitojo, Naošima, Sakaide, Sanuki, Šōdošima, Tadocu, Takamatsu, Tonošō, Zencūdži
- Ōita: Bungotakada, Himešima, Kunisaki, Ōita
- Okajama: Asakuči, Bizen, Kasaoka, Kurašiki, Okajama, Setouči, Tamano
- Tokušima: Naruto
- Vakajama: Vakajama
- Jamaguči: Hikari, Hirao, Hōfu, Ivakuni, Kaminoseki, Kudamacu, Šimonoseki, Šūnan, Suō-ŌŠima, Tabuse, Janai